# Graz 99ers
Le Graz 99ers est un club de hockey sur glace de Graz en Autriche. Il évolue dans le Championnat d'Autriche de hockey sur glace.

## Historique
Le club est créé en 1999 sous le nom de Graz 99ers. En 2001, il est promu en première division.

## Palmarès
- Vainqueur de la Nationalliga: 2000.

## joueurs
| No    | Nom                | Nat. | Position  | Arrivée                      |
| ----- | ------------------ | ---- | --------- | ---------------------------- |
|       | Lars Volden        |      | Gardien   | 2023 - BIK Karlskoga         |
| +030, | Nicolas Wieser     |      | Gardien   | 2022 - EC Red Bull Salzbourg |
| +003, | Florian Murg       |      | Défenseur | Formé au club                |
| +005, | Jacob Pfeffer      |      | Défenseur | Formé au club                |
| +006, | Craig Schira       |      | Défenseur | 2023 - Linköping HC          |
| +015, | Amadeus Egger      |      | Défenseur | Formé au club                |
| +037, | Gustav Bouramman   |      | Défenseur | 2022 - Kristianstads IK      |
| +065, | Michael Kernberger |      | Défenseur | 2021 - EC Klagenfurt AC      |
| +071, | Erik Kirchschläger |      | Défenseur | 2018 - Black Wings Linz      |
| +082, | Paul Reiner        |      | Défenseur | Formé au club                |
|       | Ludvig Jardeskog   |      | Défenseur | 2023 - Västerås IK           |
| +009, | Taylor Matson      |      | Attaquant | 2023 - HV 71                 |
| +013, | Michael Schiechl   |      | Attaquant | 2020 - EC Red Bull Salzbourg |
| +013, | Daniel Viksten     |      | Attaquant | 2023 - Färjestad BK          |
| +013, | Axel Wemmenborn    |      | Attaquant | 2023 - AIK IF                |
| +018, | Ken Ograjenšek     |      | Attaquant | 2016 - Wildcats d'Épinal     |
| +022, | Markus Hanl        |      | Attaquant | Formé au club                |
| +026, | Dominik Grafenthin |      | Attaquant | 2023 - EC Villacher SV       |
| +027, | Jakob Engelhart    |      | Attaquant | Formé au club                |
| +067, | Patrik Kittinger   |      | Attaquant | 2023 - EK Zell am See        |
| +071, | Anthony Salinitri  |      | Attaquant | 2023 - Asiago                |
| +076, | Sam Antonitsch     |      | Attaquant | 2022 - Dornbirner EC         |
| +084, | Maximilian Schwarz |      | Attaquant | Formé au club                |
| +089, | Clemens Krainz     |      | Attaquant | Formé au club                |
|       | Leo Woborsky       |      | Attaquant | Formé au club                |